# Me cago en Dios (obra de teatro)
Me cago en Dios es una obra teatral del diplomático y dramaturgo español Íñigo Ramírez de Haro (cuñado de la política Esperanza Aguirre) que se estrenó en el Círculo de Bellas Artes de Madrid en 2004. La obra narra los abusos sexuales sufridos por Ramírez de Haro durante su época de estudiante en un colegio de los jesuitas. Se estrenó en Nueva York en 2011 con el título We Couldn't Call it What We Wanted to Call it, so We Called it Holy Crap (No pudimos llamarla como queríamos, así que le pusimos Santa Mierda), aún en principio era In God We Shit. La pieza se ha representado también en Portugal, Francia y México.
Una representación de la obra en Madrid fue destrozada por dos fundamentalistas cristianos que antes de ser detenidos gritaron "¡Viva Cristo Rey!". 
Grupos cristianos liderados por el Centro Jurídico Tomas Moro presentaron casi 3000 denuncias y una querella en contra del autor, defendido por la abogada Cristina Almeida, pero el juez archivó la querella. Esperanza Aguirre, entonces presidenta de la Comunidad de Madrid, pidió la retirada del montaje y amenazó de replantear las subvenciones al Círculo de Bellas Artes.

## Enlaces
- holycraptheplay, página oficial
- Holy Shit (Me cago en Dios), descripctión de la obra

- Datos: Q6008030